# Pouilly-sur-Loire
 Pouilly-sur-Loire  es una población y comuna francesa, en la región de Borgoña, departamento de Nièvre, en el distrito de Cosne-Cours-sur-Loire y cantón de Pouilly-sur-Loire.

## Demografía
| 1804 | 1850 | 1790 | 1723 | 1708 | 1718 |
| Para los censos de 1962 a 1999 la población legal corresponde a la población sin duplicidades (Fuente: INSEE [Consultar]) |      |      |      |      |      |